# Pranceacanthus coccineus
Pranceacanthus coccineus är en akantusväxtart som beskrevs av D.C. Wasshausen. Pranceacanthus coccineus ingår i släktet Pranceacanthus och familjen akantusväxter. Inga underarter finns listade i Catalogue of Life.